# Estación de Santa Ana (Chiautempan)
Santa Ana fue una terminal ferroviaria ubicada en la ciudad de Chiautempan en el estado mexicano de Tlaxcala. Por ella transitaba el antiguo Ferrocarril Mexicano para la ruta Apizaco-Puebla. Se encuentra protegida por Instituto Nacional de Antropología e Historia (INAH) como patrimonio cultural ferrocarrilero.

## Historia
Fue una de las primeras estaciones ferroviarias establecidas en el estado de Tlaxcala, tras la construcción de la línea férrea Apizaco-Puebla.  De aquí partía la línea del Ferrocarril de Santa Ana a Tlaxcala -el cual operaba por tracción animal- que fue construido por decreto de fecha 11 de diciembre de 1882, posteriormente fue comprado por el Ferrocarril Mexicano el 30 de junio de 1910.